# Hugo Primas
Hugo Primas (* ~1086 in Orléans; † 17. September ~1160), auch Hugo von Orléans genannt, war ein Wanderscholar, Literaturgelehrter, Dichter im Frankreich des 12. Jahrhunderts. Er gilt als einer der wichtigsten Vertreter der sogenannten Vagantendichtung.

## Leben
Was man vom Leben des Hugo Primas weiß, stammt fast ausschließlich aus seinen Gedichten, wobei jedoch nicht ganz klar ist, ob Hugo sich selbst als literarische Person nicht karikiert hat.
Um 1085 in Orléans geboren, begibt sich Hugo schon in jungen Jahren auf Wanderschaft, um an den verschiedenen Schulen des Landes Literatur und Dichtkunst zu studieren. Um 1109 hat Hugo seine Ausbildung bereits soweit vervollkommnet, dass er nun in Orléans als Lehrer an der Domschule in Erscheinung tritt. Sein Wissen in den weltlichen Wissenschaften, vor allem in der antiken Literatur, verschafft ihm alsbald den Ehrentitel Primas. Vor allem in den Werken Homers und Ovids zeigt sich Hugo Primas bestens bewandert. Kurze Zeit später holt er Hilarius von Orléans, den späteren Vagantendichter und Abaelard-Schüler, ebenfalls als Dozent an die Domschule, ihre Wege trennten sich allerdings kurze Zeit später wieder.
Hugos Lebensstil scheint nicht dazu angetan gewesen zu sein, ihm selbst eine Dauerstellung am Dom zu verschaffen. Vermutlich geriet er alsbald als Zyniker und Schandmaul in Verruf. Deshalb begab er sich auf Wanderschaft und führte bis kurz vor seinem Tod ein Leben als „fahrender“ Lehrer und Dichter.
Goliarden nannten sich damals jene begabten, aber mittellosen Scholaren (scholares vagantes) oder Wanderkleriker (clerici vagi), die sich einem sesshaften Leben verweigerten und in einer Art von Zunft dem Vagabundentum mit reichlich Wein, Weib und Würfelspiel – dies sind die drei W's der Goliarden – frönten. Zu den bekanntesten Goliarden der damaligen Zeit zählte ein gewisser Primas von Köln, mit dem Hugo bisweilen verwechselt wird, sowie der berühmte Archipoeta.
Aus Hugos Gedichten lässt sich folgendes Itinerar rekonstruieren: Nacheinander sucht er die Städte Le Mans und Tours, dann für kurze Zeit Amiens und nachfolgend Reims auf, begibt sich zuletzt nach Paris, Beauvais und Sens, wobei sich jedoch keine festen Zeiträume zuordnen lassen.
Lediglich sein Wirken in Paris, wo Primas vom hohen Klerus gut aufgenommen wird, ist durch die Chronik Richards von Poitiers datiert:
Das Jahr 1142: In diesen Tagen lebte in Paris ein Lehrer namens Hugo, der von seinen Kollegen den Beinamen Primas erhielt, eine kleine Person, hässlich an Gestalt. Er war von Jugend auf in den weltlichen Wissenschaften unterrichtet; durch seinen Witz und seine Literaturkenntnisse war der Ruf seines Namens durch verschiedene Provinzen strahlend verbreitet.
Demnach scheint Hugo ein kleiner, unscheinbarer Mann gewesen zu sein, der sich deshalb selbst in einem seiner Gedichte Zachäus nennt.
Zur Bestreitung seines Lebensunterhalts bietet Hugo seine Dichtkunst in den Bischofspalästen, Klöstern und Adelssitzen an und erledigt Auftragsarbeiten. Es handelt sich um alles andere als um ein sicheres Einkommen: In Amiens verliert Hugo beim Spiel Hab und Gut, bekommt aber das Reisegeld zur Rückkehr nach Reims von Klerus geschenkt. In Sens muss er seinen Rock und andere Utensilien verpfänden, ehe er von Bischof und Archidiakon reichlich entlohnt wird. Mit dem Bischof von Beauvais überwirft er sich, er greift ihn in einem seiner Gedichte scharf an.
Hugo scheint auch auf Einladung eines gewissen Richard, den er in Sens kennengelernt hatte, längere Zeit in England verbracht zu haben, wo ihm als Weinliebhaber das Bier nicht behagte. Möglicherweise handelt es sich bei diesem Engländer um keinen anderen als Richard, den Bruder Johanns von Salisbury.
Im Greisenalter geht es Hugo Primas vermutlich nicht mehr gut, ein Vermögen scheint er nicht angehäuft zu haben. Seine Schilderung des Aufenthalts in einem Armenhospital spricht Bände über das Leben der unteren sozialen Schichten in den Städten. Wohl nach der Mitte des 12. Jahrhunderts stirbt Hugo, an unbekanntem Ort und unter unbekannten Umständen.

## Werk
Hugos literarischer Nachlass besteht aus ca. fünfzig Gedichten und Satiren, die meist in lateinischer, zum Teil auch in altfranzösischer Sprache abgefasst sind. Sie haben sich in der um 1200 entstandenen Oxforder Handschrift Rawlinson G 109 erhalten und wurden erstmals von Wilhelm Meyer im Jahr 1907 kritisch ediert. Im Jahr 1961 veröffentlichte Karl Langosch eine Auswahl dieser Lieder und Gedichte in einem Sammelband (Referenzen siehe unten).
Es handelt sich bei der Oxforder Handschrift um ein homogenes Corpus von 23, nach thematischer Entzerrung eher 27 Gedichten. Dass alle aus der Feder des Primas stammen, steht nicht in Zweifel, da der Dichter seinen Namen in nicht weniger als 8 Gedichten hinterlassen hat. Daneben gibt es auch zahlreiche anonyme Fragmente, Epigramme, Memorialverse und Kurzgedichte, die möglicherweise auch aus der Feder Hugos stammen, aber diesem wegen fehlender Namensnennung nicht sicher zugeschrieben werden können. Weitere Gedichtfragmente, die von Hugo stammen könnten, finden sich in anderen Handschriften.
Die lyrischen Werke der Oxforder Handschrift, Epigramme und Vagantenlieder, sind zum Teil nach ihrem Inhalt geordnet oder wegen ähnlichen Inhalts zusammengefasst. Zwei hintereinander stehende Oden aus dem trojanischen Sagenkreis könnten auch Exzerpte aus einem größeren Epos über die Odyssee sein, welches entweder nur bruchstückhaft erhalten blieb oder vom Primas aus unbekannten Gründen nicht zu Ende geführt wurde. Das Gleiche gilt für drei Gedichte über ein leichtes Mädchen namens Flora. Einige inhaltlich zusammengehörige Strophen sind aus unklaren Gründen in der Kollektion auf diverse Stellen verteilt, so die Gedichte über Mantel und Pelz.
Nach der thematischen Ordnung durch Langosch ergeben sich fünf Gruppen, wobei die Gedichte persönlichen Inhalts die Sammlung einleiten:
- Das erste Gedicht ist eine Auftragsarbeit aus Reims. Drei weitere fallen in Hugos Greisenalter: ein Gedicht gegen einen Adeligen, der ihn die Treppe hinuntergeworfen hat, ein gereimter Angriff auf den Bischof von Beauvais, eine Episode aus einem Kapitelhaus und Armenhospital, in der er einem armen Alten gegen einen überheblichen Kaplan verteidigt und deshalb hinausgeworfen wird, und schließlich der Imarus-Glückwunsch als kleinstes und leichtestes Stück.

- Die zweite Gruppe umfasst ca. die Hälfte aller Gedichte, wobei der größte Teil nur aus paarweise auftretenden Hexametern besteht.

- Eine Trilogie befasst sich mit der Dirne Flora.

- Zu den Themen Wein und Würfelspiel finden sich ebenfalls drei Werke. In einem Gedicht von 19 Distichen klagt Primas einen Mann an, der ihn trunken machte, um ihm sein Geld zu entlocken.

- Drei größere, aber fragmentarische Gedichte mit je 51, 59 und 101 Hexametern befassen sich mit antiken Themen und unterscheiden sich von den anderen vor allem dadurch, dass sie nicht auf das Zeitgeschehen eingehen: Orpheus und Eurydike, Troja nach der Eroberung, Odysseus bei Teiresias.

## Stil
Die Sprache des Hugo Primas ist ein mittelalterliches Latein, welches schwungvoll und lebendig vorgetragen wird, jedoch stark von der goldenen Latinität abweicht und deshalb nicht immer leicht zu übersetzen ist.
Als Versmaß verwendet der Primas bevorzugt den Hexameter, vereinzelt reimt er auch in elegischen Distichen. Zusätzlich finden sich als mittelalterliches Spezifikum leoninische Halbreime, die auch als sogenannte Unisoni in Reihe auftreten, aber auch endgereimte Caudati und binnengereimte Trinini salientes.
Vier größere Gedichte von 90 bis 180 Versen enthalten ausschließlich mittelalterliche Rhythmen: fallende Achtsilbler, steigende Sechssilbler und Alexandriner, oder Stabat-Mater-Strophen.
Meistens hält sich Hugo Primas streng an sein zuvor gefasstes Konzept, manchmal überschreitet er dieses bewusst und originell, z. B. durch Varianz des Versmaße oder prosaische Einschübe.
Zur Förderung des lebendigen Vortrags setzt er die Ausdrucksweise des Volksmunds ein, monologisiert oder dialogisiert häufig, sorgt für rhetorische Einschübe, Anaphern, Alliterationen und Antithesen.

## Inhalte
Was die Inhalte anbelangt, so nimmt der offensichtlich tiefgläubige Hugo kein Blatt vor dem Mund. Er erzählt enthusiastisch und ungeschönt, neigt mitunter zu grotesken Übertreibungen und manchmal sogar zu Beleidigungen und obszönen Worten. Seine zahlreichen Zwischenrufe in Altfranzösisch und seine emotionellen Reimtiraden weisen ihn als einen der Volkssprache verbundenen, passionierten Schreiber aus, der es nicht nur versteht, seine originellen Gedanken und Ideen, sondern auch seine innersten Gefühle passend zum Ausdruck zu bringen. So skizziert er sich selbst als einen vom Leben mitgenommenen Menschen, der jedoch von geistiger Frische und Wendigkeit nur so sprüht, von ehrlicher Religiosität geprägt ist und zu humorvoller Selbstrelativierung fähig ist.
Alles in allem strahlen die Vagantenlieder in ihrem nuancenreichen Vortrag und ihrer burlesken Szenerie eine derartige Spontaneität und Lebendigkeit aus, dass man ihren Verfasser ohne weiteres als hochbegabten Weltliteraten einschätzen darf. Der hohe Bekanntheitsgrad der Gedichte – auch nach seinem Tod – und ihre außerordentliche Qualität bahnen einer neuen, rhythmischeren Lyrik den Weg und stellen Hugo Primas von Orléans gleichwertig in eine Entwicklungslinie, die von antiken Autoren wie Vergil oder Cassiodor ausgeht und hin zu spätmittelalterlichen oder neuzeitlichen Dichtern wie Villon oder Verlaine führt.

## Weiterführende Literatur
- W. Meyer: Die Oxforder Gedichte des Primas Magister Hugo, in: Nachrichten der Göttinger Gesellschaft der Wissenschaften, Phil.-hist. Klasse, Göttingen 1907. p. 113–175, Neuauflage 1970.
- K. Langosch: Hymnen und Vagantenlieder, Darmstadt 1961.
- N. Weisbein: La vie et l’oeuvre latine de maître H. dit le Primat, Diss. Paris 1945.
- S. Ebbesen: Miscellanea zur mittelalterlichen Lyrik, zu den Oxforder Gedichten des Primas Hugo von Orléans, in: Mittellateinisches Jahrbuch 3, 1966, S. 250–253
- W. W. Ehlers: Zum 16. Gedicht des Hugo von Orléans, ebenda, Bd. 12, 1977, S. 77–81.
- J. B. Bauer: Stola und Tapetum, zu den Oxforder Gedichten des Primas, ebenda, Bd. 17, 1982, S. 130–133.
- C. J. Macdonough: Hugh Primas and the Bishop of Beauvais, in: MS 45, 1983, S. 399–409.
- E. Brost: Golias, Lieder der Vaganten, Berlin 1940.
- Marian Weiß: Die mittelalterliche Goiardendichtung und ihr historischer Kontext: Komik im Kosmos der Kathedralschulen Nordfrankreichs. Inaugural-Dissertation zur Erlangung des Doktorgrades der Philosophie des Fachbereichs 04 der Justus-Liebig-Universität Gießen anno 2018, bes. S. 62–70. http://geb.uni-giessen.de/geb/volltexte/2018/13626/pdf/WeissMarian_2018_06_13.pdf Abgerufen am 23. März 2023.